# News na Mirai
Singles de CoCo
Live Version
(1991) Muteki no Only You
(1991)
 News na Mirai  (Newsな未来) est le 6e single du groupe de J-pop CoCo.

## Présentation
Le single sort le 10 avril 1991 au Japon sous le label Pony Canyon, aux formats mini-CD single de 8 cm et K7, trois mois seulement après le précédent single du groupe, Live Version. Il atteint la 3e place du classement de l'Oricon et reste classé pendant six semaines. Les 300 premiers exemplaires furent vendus avec un T-Shirt gratuit.
La version CD du single contient une deuxième chanson, Shiawase Kamo ne, et la version K7 contient ces deux chansons en "face A" plus ses versions instrumentales en "face B". La chanson-titre n'apparaitra sur aucun album original, mais figurera sur la compilation CoCo Ichiban! qui sortira trois mois plus tard.
Les deux chansons, dont les paroles sont écrites par Neko Oikawa, seront également présentes sur la compilation CoCo Uta no Daihyakka Sono 1 de 2008. La chanson News na Mirai figurera aussi sur la plupart des compilations du groupe, dont Singles, My Kore! Kushon CoCo Best, Straight + Single Collection, et My Kore! Lite Series CoCo.

## Liste des titres
Toutes les paroles sont écrites par Neko Oikawa.
| 1. | News na Mirai (Newsな未来)    | Ichiro Hada / Ichiro Hada      | 4:00 |
| 2. | Shiawase Kamo ne (幸せかもね) | Masaya Ozeki / Motoki Funayama | 3:38 |

K7
- Side A :  News na Mirai  (Newsな未来?), Shiawase kamo ne (幸せかもね)
- Side B :  News na Mirai, Shiawase kamo ne (Original Karaoke) (Newsな未来、幸せかもね) (オリジナル・カラオケ?)